# 石公桥镇
石公桥镇，是中华人民共和国湖南省常德市鼎城区下辖的一个行政建制镇。
2019年前后，国有农垦农场改革，鼎城区园艺示范场剥离社会职能，其下辖的村、分场划到石公桥镇。

## 行政区划
石公桥镇下辖以下地区：
桥头社区、桥北社区、桥南社区、夹堤口社区、高堰岗村、杨腊溪村、夹堤口村、冲天湖村、泥港口村、余家挡村、赵家挡村、建新村、桃树咀村、丁家垸村、龙子岗村、新竹湾村、仙人庵村、白云阁村、北极宫村、新庵村、刘家铺村、三堰口村、王家桥村、芦茅岗村、联五堰村、芦花坪村、东陂堰村、覃家岗村、文家坪村和林场村。